# Šabac
Šabac (in serbo Шабац?, Šabac) è una città e una municipalità del distretto di Mačva nel nord-ovest della Serbia Centrale, al confine con la Voivodina e la Bosnia ed Erzegovina. È situata sulle rive del fiume Sava.

## Etimologia
Spesso richiamata in letteratura come Szabacz o Szabács (nella dizione ungherese) o Schabatsch o Sabatsch (nella dizione tedesca) o Schabatz.  Viene, a volte, confusa con l'antica Sirmium, in realtà coincidente con l'odierna Sremska Mitrovica.

## Storia
Fu sede di un'importante fortezza, eretta dopo la metà del XV secolo dai Turchi.  Poco dopo l'ingresso di Vienna nella guerra austro-russo-turca venne cinta d'assedio, il 23 febbraio 1788, dagli Imperiali e capitolò il 24 aprile nelle mani del colonnello Davidovich.  Il 25 marzo 1804 venne presa dai Serbi, ed il 28 capitolò la cittadella.  Ripersa, l'anno successivo, di nuovo a favore dei Turchi, nel 1806 fu ancora occupata dai Serbi. Alla fine delle ostilità riprese a essere parte dell'impero ottomano, fino alla costituzione del primo Regno di Serbia. Durante questa fase conobbe un relativo benessere grazie alla sua posizione di città di frontiera.
Con lo scoppio della prima guerra mondiale Šabac venne occupata sin dalle prime fasi della battaglia del Cer dalle truppe austro-ungariche e fu teatro di atrocità da ambo le parti. Tuttavia, la maggior ferocia fu registrata da parte degli imperiali, nelle cui file militavano croati e bosniaci animati da un forte odio etnico verso i serbi ritenuti responsabili dell'inizio delle ostilità e di aver compiuto mutilazioni verso i loro commilitoni feriti: il 17 agosto del 1914 ebbe luogo il "massacro di Šabac"  da parte di truppe agli ordini del generale Kasimir von Lütgendorf che provocò circa 120 vittime tra la popolazione civile indifesa.
Nel 1918 la città fu parte del neo costituito Regno dei Serbi, Croati e Sloveni, in seguito Jugoslavia. Durante la seconda guerra mondiale fu occupata militarmente dalla Wehrmacht e fu sede di un campo di concentramento in cui perirono non meno di 7 000 persone, compresi 1 200 ebrei facenti parte della spedizione Kladovo (una spedizione di gruppo di 820 persone organizzata dalla Kinder-und Jugend-Alijah che cercò di raggiungere Israele da Vienna ma fu catturato e quasi interamente trucidato dai nazisti).
Nel 1944 fu riconquistata dai partigiani e conobbe una successiva epoca di sviluppo industriale, grazie alla presenza degli impianti chimici Zorka, fino alla dissoluzione della ex Jugoslavia, dopo la quale entrò nell'attuale stato della Serbia.

## Economia
Le sanzioni applicate alla ex Jugoslavia a partire dagli anni '90 determinarono una forte crisi della struttura industriale cittadina e la chiusura degli impianti maggiori, con la conseguenza che l'economia si ricollocò sull'agricoltura. Dopo il 2000 si è registrato un nuovo sviluppo dei suoi distretti grazie all'apertura di importanti sedi di imprese del settore agroalimentare quali Mlekara Šabac, Elixir Group, Zorka Pharma, oltre alla siderurgica HBIS Serbia Iron & Steel - Tin mill.

## Amministrazione

### Gemellaggi
- Kralupy nad Vltavou

## Galleria d'immagini

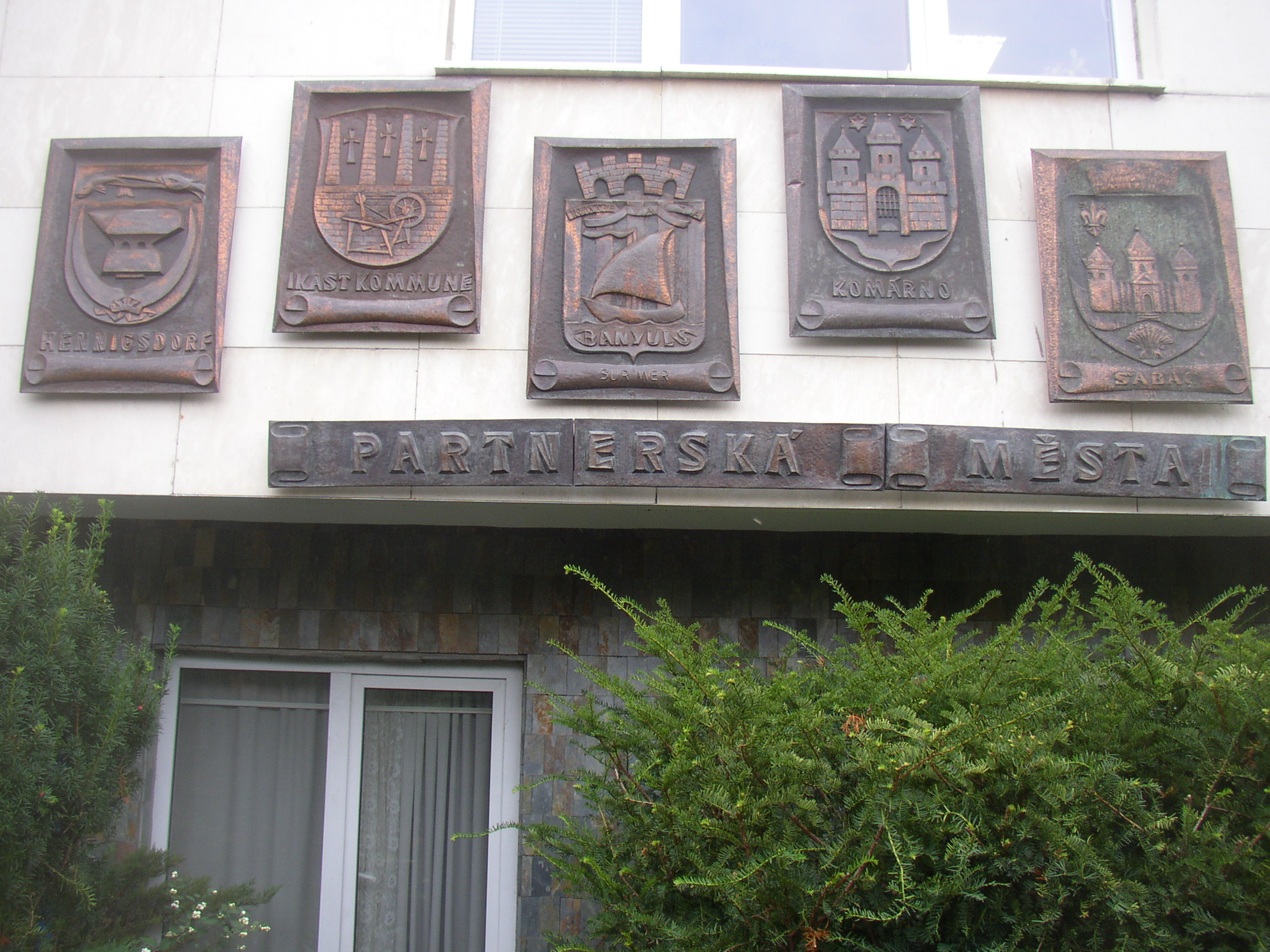
Stemma di Šabac (a destra) sul municipio di Kralupy nad Vltavou (Repubblica Ceca) in segno di gemellaggio
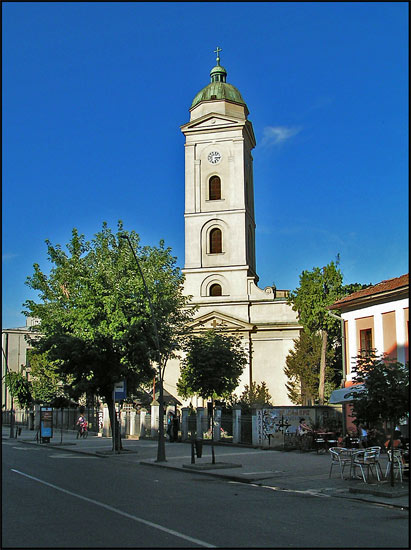
Chiesa ortodossa
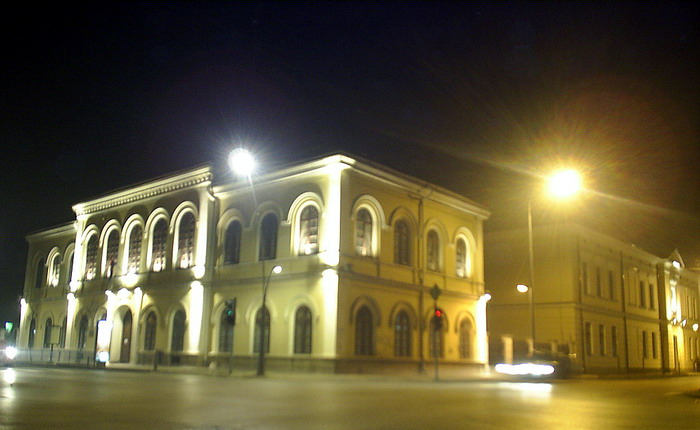
Museo di Šabac